# Miquel Quesada Velasco
Miquel Quesada Velasco (Sabadell, 18 d'agost de 1979) és un atleta català especialista en el mig fons.
Durant la seva carrera esportiva ha participat en dues edicions dels Jocs Olímpics d'Estiu. El 2004 ho va fer als Jocs d'Atenes i el 2008 als de Pequín. En ambdues edicions va disputar la prova dels 800 metres, quedant eliminat en sèries.
En el seu palmarès destaquen cinc campionats de Catalunya dels 800 metres a l’aire lliure (2001, 2002, 2008, 2009, 2011) i tres en pista coberta (2001, 2002, 2009). El 2007 es proclamà subcampió d'Europa al Campionat d'Europa d'Atletisme en pista coberta que es va disputar a Birmingham. El 2012 es proclamà campió de Catalunya dels 1.500 metres, tant a l’aire lliure com en pista coberta.